# Jack Irons
Jack Irons (Los Ángeles, California; 18 de julio de 1962) es un músico estadounidense, reconocido baterista de la escena rock de Los Ángeles, miembro original de Red Hot Chili Peppers y de Eleven. Ha trabajado además con artistas como Pearl Jam, Joe Strummer y The Latino Rockabilly War, Redd Kross, Raging Slab y The Les Claypool Frog Brigade. En 2004, Irons lanzó su primer álbum en solitario, Attention Dimension. El 24 de agosto de 2010 lanzó el segundo, titulado No Heads Are Better Than One, y en 2011 llegó un tercero, Blue Manatee. En 2022 lanzó su cuarto álbum como solista, Koi Fish in Space.

## Biografía

### Juventud
Jack Irons nació y se crio en Los Ángeles, California. Irons creció usando la cubertería de su familia como baquetas de batería, tocando todo lo que sonara en la radio. Les pidió a sus padres que le compraran una batería, y empezó a tomar clases de batería en la Bancroft Jr. High School, donde conoció a sus futuros compañeros de banda Michael "Flea" Balzary y Hillel Slovak. Más tarde llegó a la Fairfax High School para cursar sus estudios de secundaria junto a Balzary y Slovak, y allí conoció a Anthony Kiedis y Alain Johannes, con los que también acabaría tocando música. Irons tocaba la batería en la banda y orquesta de la escuela. Slovak y él eran fanes de Kiss, y en una ocasión realizaron un acto de homenaje a aquella banda de rock. Grandes nombres como Jack DeJohnette, Stewart Copeland y Keith Moon influenciaron a Irons en su estilo musical.

### What Is This? y Red Hot Chili Peppers
Irons fue uno de los miembros fundadores de Red Hot Chili Peppers. Antes, en 1976, Irons, Johannes, Slovak y Todd Strassman formaron el grupo Chain Reaction. Después de su primer concierto, la banda cambió el nombre por el de Anthym. A Slovak no le convencía la forma de tocar del bajista Strassman y llamó a Flea para que se uniera al grupo. Flea pronto superó las habilidades al frente del bajo que había mostrado Strassman y se convirtió en el nuevo bajista de Anthym. Tras la graduación de la secundaria, la banda cambió de nuevo su nombre a What Is This? (que era lo que gente solía decir tras escuchar tocar a la banda). Flea dejó la banda por aquella época, ya que recibió una oferta de trabajo en la prominente banda de punk rock Fear. What Is This? continuó y realizó una gira de varios conciertos por la costa de California.
Poco después, en 1983, Flea formó con Kiedis, Slovak y Irons una nueva banda, cuyo primer nombre fue "Tony Flow and the Miraculously Majestic Masters of Mayhem". Tras su primer concierto, que fue un éxito, la banda decidió cambiar de nombre por Red Hot Chili Peppers, y rápidamente comenzó a ganar popularidad alrededor de Los Ángeles. Durante los siguientes seis meses, los Red Hot Chili Peppers dieron muchos conciertos en clubs de Los Ángeles y se convirtieron en un éxito dentro de la escena underground. La banda logró un contrato con EMI y se preparó para grabar su primer álbum. Pero What Is This? también había firmado un contrato con una discográfica dos semanas antes. Dado que Slovak y Irons consideraban a los Red Hot Chili Peppers como un proyecto secundario poco serio, abandonaron temporalmente esta banda para centrarse en What Is This?. Con What Is This? Irons grabó dos EPs: Squeezed (1984) y 3 Out of 5 Live (1985), y un álbum LP, What Is This? (1985). La banda se separó después de la grabación de éste, y Slovak volvió a los Red Hot Chili Peppers. Mientras tanto, Irons participó en algunos de los temas de un álbum del dúo Walk the Moon, formado por Johannes y Natasha Shneider. 
Tras escuchar que el baterista Cliff Martínez se había marchado de Red Hot Chili Peppers, Irons, que estaba sin trabajo y sin compromisos laborales, regresó a la banda para ocupar su puesto. Los cuatro miembros fundadores de la banda coincidían por primera vez para grabar un álbum de estudio, el tercero de la banda, The Uplift Mofo Party Plan (1987), y un tema, "Fire", que aparecería en el disco The Abbey Road E.P. (1988). Al morir el guitarrista Hillel Slovak, su amigo de la infancia, Irons dejaría el grupo de forma definitiva. Jack afirmó que no quería formar parte de un grupo donde sus amigos estaban muriendo. En 2006, dijo que la muerte de Slovak le produjo tal shock emocional que ha estado sufriendo depresiones desde entonces.

### Eleven
Tras abandonar Red Hot Chili Peppers, Iron fue un tiempo al hospital a recibir tratamiento. Ya de vuelta a la escena musical, uniría fuerzas con sus compañeros de la banda What Is This? para formar Eleven, banda de rock alternativo. Con Eleven, Irons participó en los álbumes Awake in a Dream (1991) y Eleven (1993). Durante la grabación del tercer álbum, Thunk (1995), Irons se marchó para tocar la batería en Pearl Jam, y Matt Cameron (por entonces de Soundgarden) lo reemplazó para finalizar la grabación del álbum. Jack regresó de nuevo a la banda en 2002, justo antes de la grabación del quinto álbum de la banda, Howling Book (2003). 

### Pearl Jam
Durante su paso por Eleven, el bajista Jeff Ament y el guitarrista Stone Gossard le animaron a unirse a Mookie Blaylock, la banda que más tarde se convertiría en Pearl Jam, y que andaba buscando un solista y un baterista. Irons declinó la invitación, pero le pasó la cinta de casete de aquella banda a un cantante y músico local de San Diego, California, llamado Eddie Vedder. Irons trabó una gran amistad con Vedder después de conocerlo a lo largo de la escena musical del sur de California. Vedder finalmente sí se unió a la banda. Más tarde, Jack contactó con los Red Hot Chili Peppers y les pidió un favor: que el nuevo grupo de Vedder abriera como teloneros en los próximos conciertos de la banda.
Un par de años y giras después, y satisfecho con su trabajo con Eleven, decide aceptar la invitación, de nuevo, de formar parte de Pearl Jam, quienes habían despedido a su último baterista, Dave Abbruzzese. Su primera grabación con la banda fue el tema "Hey Foxymophandlemama, That's Me" para Vitalogy (1994). En palabras de Gossard, "Jack fue un soplo de aire fresco, un hombre de familia. Todos entablaron al instante una gran amistad con él. Siempre estaba ahí para tocar la batería y echar una mano". Jack debutó en 1994 con la banda en el concierto benéfico de Neil Young Bridge School Benefit, y durante esos meses participó en la gira del álbum Vitalogy, pero no fue anunciado oficialmente como el nuevo baterista de la banda hasta el año siguiente.
En 1995, junto a otros miembros de la banda, colaboró en el álbum de Neil Young Mirror Ball, y en consecuencia realizó una gira por Europa como parte de la banda de Young. Con Irons, la banda grabaría No Code (1996) y Yield (1998). Irons participó en la gira de No Code, y en este álbum participó en la composición musical de las canciones "Who You Are", "In My Tree", "Red Mosquito", y "I'm Open". También escribió y cantó en los temas "Happy When I'm Crying" (1997), "●" (del álbum Yield) y "Whale Song" (del recopilatorio de 1999 Music for Our Mother Ocean Vol. 3; y también aparece en el álbum de caras-b Lost Dogs). Tocó con Pearl Jam hasta el 20 de marzo de 1998, poco antes de que empezara la gira Yield Tour por Estados Unidos, en parte por razones de salud. Irons dejaría trabajos tan memorables como "In My Tree", "Present Tense", "Given To Fly", entre otras, redefiniendo la estructura rítmica de la banda. En 1998 cedería el puesto, curiosamente, a Matt Cameron, quien ya le había sustituido temporalmente en Eleven.

## En solitario
Attention Dimension
El 7 de septiembre de 2004, Irons lanzó su primer álbum en solitario, Attention Dimension], que comenzó a grabar en 1999. El álbum contiene colaboraciones de antiguos compañeros como Alain Johannes, Flea, Eddie Vedder, Stone Gossard, Jeff Ament y Les Claypool.
No Heads Are Better Than One
El 24 de agosto de 2010 volvió a lanzar otro álbum en solitario, titulado No Heads Are Better Than One.
Blue Manatee
Lanzó su tercer álbum solista en 2011, con el nombre de Blue Manatee.
Koi Fish in Space
En 2022 Irons lanzó su cuarto álbum en solitario, titulado Koi Fish in Space.

### Colaboraciones
Irons ha colaborado en muchos proyectos musicales a lo largo de su carrera. Ha estado de gira con la banda de Joe Strummer The Latino Rockabilly War, con Redd Kross, y ha participado en el proyecto de Perry Farrell Satellite Party (concretamente en el álbum Ultra Payloaded). En 2007 el Myspace de la banda Spinnerette (banda creada por Brody Dalle y Tony Bevilacqua, del exgrupo Distillers) anunciaron como baterista a Irons. En 2009, colaboró en algunas partes de batería del álbum de Hole Nodoby's Daughter.